# Christian Frederik Ludvig von Eynden
Christian Frederik Ludvig von Eynden (1720 – 4. juni 1799) var en dansk officer.
Han var eneste søn af Albrecht Philip von Eynden og hustru, blev sekondløjtnant i Grenaderkorpset 1736, karakteriseret kaptajn af infanteriet 1736, 1743 virkelig kaptajn ved bornholmske gevorbne regiment, 1746 karakteriseret major, var 1746-48 ved både franske og allierede hære, blev 1751 oberstløjtnant og 1754 karakteriseret oberst i Kongens Livregiment. 1759 fik han afsked som generalmajor. Han døde 1799 som sin slægts sidste mand.
Han var gift med Louise d'Ammon (1715 – 1786), som var enke efter hollandsk minister i Stockholm Louis de Marteville, (1706 – 1760).  Egtenskapet var barnlöst..